# 杜昌焘
杜昌焘（1942年9月—），男，享受国务院政府特殊津贴专家，中华人民共和国企业家。曾任中国乐凯胶片集团公司总经理、党委书记。
毕业于皖南大学（现安徽师范大学）化学系放射化学专业。1975年调入化学工业部第一胶片厂（中国乐凯集团前身），历任技术员、工程师，车间副主任、研究所副所长、所长、质检处处长、生产调度处处长、副厂长、厂长等职。1996年初担任中国乐凯胶片公司总经理兼党委书记。2005年1月卸任乐凯集团总经理职务，退休。
2006年至2012年，任中国诚通控股集团公司董事、攀枝花钢铁集团公司董事、中国节能环保集团公司董事。2011年8月至2014年12月，任江门市蒙德电气股份有限公司董事。2013年10月至2016年1月，任无锡市中兴光电子技术有限公司董事。2016年9月至2019年9月，任惠州市华阳集团股份有限公司副董事长。